# Скровник
Скровник (словен. Skrovnik) — поселення в общині Севниця, Споднєпосавський регіон, Словенія. Висота над рівнем моря: 260,3 м.